# Nowa Wiśniewka
Nowa Wiśniewka – wieś krajeńska w Polsce, położona w województwie wielkopolskim, w powiecie złotowskim, w gminie Zakrzewo.
| SIMC    | Nazwa    | Rodzaj    |
| ------- | -------- | --------- |
| 1009285 | Dubielno | część wsi |

W latach 1975–1998 wieś administracyjnie należała do województwa pilskiego.